# Ana de día
Pour plus de détails, voir Fiche technique et Distribution.
Ana de día est un film espagnol réalisé par Andrea Jaurrieta, sorti en 2018.

## Synopsis
Ana est une jeune femme élevée dans une famille traditionnelle de la classe moyenne. Elle est sur le point de terminer son doctorat en droit, d'intégrer une entreprise et de se marier, mais ne se sent pas épanouie. Un jour, elle découvre qu'un sosie identique à elle a pris sa place en assumant toutes ses responsabilités et obligations.

## Fiche technique
- Titre : Ana de día
- Réalisation : Andrea Jaurrieta
- Scénario : Andrea Jaurrieta
- Musique : Aurelio Edler-Copes
- Photographie : Juli Carné Martorell
- Montage : Miguel A. Trudu
- Production : Iván Luis et Iván Luis
- Société de production : Andrea Jaurrieta PC, No Hay Banda et Pomme Hurlante Films
- Pays :  Espagne
- Genre : Comédie dramatique et thriller
- Durée : 110 minutes
- Dates de sortie : 
  -  Espagne : 9 novembre 2018

## Distribution
- Ingrid García-Jonsson : Ana / Nina
- Fernando Albizu : Maestro
- María José Alfonso : Madame Lacroix
- Iñaki Ardanaz : Iván
- Carla de Otero : La Muerta
- Cibeles Fernández : La Flaca
- Gabriela Fernández : La Daltónica
- Mamen Godoy : Portera
- Iván Luis : La Vieja
- Mona Martínez : Sole
- Álvaro Ogalla : Marcelo
- Antonio Ponce : Pepe
- Irene Ruiz
- Abel Serbouti : Aziz
- Francisco Vidal : Abel

## Distinctions
Le film a été nommé pour le prix Goya du meilleur nouveau réalisateur.